# Dixie Fire
Pour les articles homonymes, voir Dixie.
Le Dixie Fire (littéralement, « Incendie de Dixie ») est un feu de forêt qui « dévaste la Californie septentrionale à partir de la mi-juillet 2021, et jusqu'à la fin du mois d'octobre, attisé par une chaleur étouffante, une sécheresse alarmante et des vents continus ».

## Mégafeu
Ce mégafeu est « si vaste qu'il est à l'origine de ses propres phénomènes climatiques ».
Le 23 juillet 2021, il a été déclaré le plus grand feu de forêt de la saison 2021 des feux de forêt de la Californie. Un mois plus tard, il avait détruit environ 275 000 ha, soit l'équivalent d'un carré de 52 × 52 km.

## Dégâts
Le 8 août, après avoir rasé le village de Greenville quelques jours auparavant, il est devenu le deuxième plus grand feu de l'histoire de Californie, détruisant jusque-là 180 000 ha.
Plus de deux mois après le départ du feu, à la fin septembre, il est considéré comme pratiquement éteint.

## Localisation, parcours
Le feu a principalement touché le comté de Butte et le comté de Plumas.
Déclenché près de la rivière North Fork Feather le 13 juillet 2021, il a brûlé plus de 145 000 hectares au 5 août.
Depuis sa naissance, il progresse vers le Nord de l'État dans la région du lac Almanor dans le parc national volcanique de Lassen et dans les environs de Quincy.

Carte 3D de la zone détruite par l'incendie.

## Nom de l'incendie
Aux États-Unis, les grands incendies ont un nom. Souvent, ils prennent celui de la route près de laquelle ils ont éclaté, comme le Camp Fire de 2018, né près de la Camp Road, à proximité du Dixie Fire. Le Dixie Fire est nommé d'après la Dixie Road mais n'a pas éclaté près de celle-ci. Il a été nommé ainsi « parce que c'était la chose la plus proche ». Selon le porte-parole des pompiers de Californie, cette exception montre à quel point cet incendie est situé dans un endroit éloigné et peu accessible.